# 大药早熟禾
大药早熟禾（学名：Poa macroanthera）为禾本科早熟禾属下的一个种。